# Deinococcota
Deinococcota) (též Deinococci, Hadobacteria, Deinococcus-Thermus) je malý kmen bakterií, k němuž řadíme extrémofilní kokovité druhy. V rámci něho se rozlišují dvě skupiny, Deinococcales a Thermales. Tyto bakterie sice jsou grampozitivní, ale mají druhou membránu, která jim tak propůjčuje strukturu podobnou bakteriím gramnegativním.

## Deinococcales
Deinococcales zahrnují pouze jeden rod, Deinococcus. Několik z druhů tohoto rodu je známo tím, že vydrží silnou radiaci. Deinococcus radiodurans přežije i desetitisícinásobnou dávku radioaktivity, než člověk. Uvažuje se o jejím použití v odstraňování jaderného odpadu. Mimoto také přežijí pohyb ve vesmíru, kde panuje chlad a vakuum.

## Thermales
Thermales zahrnuje některé rody rezistentní k vysoké teplotě. Thermus aquaticus byl důležitý při vývoji polymerázové řetězové reakce, jedné ze základních genetických metod.